# VENUS TEARS
VENUS TEARS（ヴィーナスティアーズ）は、株式会社クレインが運営する、日本およびシンガポールのジュエリー専門店である。結婚指輪・婚約指輪を中心としたセレクトショップ業態を展開しており、銀座などの商業施設に出店している。

## 概要
VENUS TEARSは、ジュエリーの販売やカスタマイズを行っているブランドであり、特に結婚指輪や婚約指輪のセレクトショップとして展開している。個々の顧客に合わせたオーダーメイドやセミオーダーのサービスを提供している。
銀座にある「VENUS TEARS 銀座店」は、ブランドのフラッグシップショップの一つであり、婚約指輪や結婚指輪を中心に、さまざまなデザインやカスタマイズオプションが用意されている。
主な特徴としては以下が挙げられる。
- 素材：ダイヤモンドやプラチナ、18金などを使用した製品を取り扱っている。
- オーダーメイドサービス：顧客の希望に応じて、一からデザインを作り上げるサービスを提供。
- カスタマイズの選択肢：デザイン変更、ダイヤモンドの選定、刻印など多様なオプションを選べる。

ブランド名の「VENUS TEARS」は、愛と美の女神ヴィーナスに由来するとされている。

## 沿革
- 2013年 - 1月にシンガポールで1号店を開業。5日後に2号店を開店し、6月には3号店を開業。12月に日本1号店であるイオンモール柏店[2]が開店。
- 2014年 - 10月、日本2号店であるキラリトギンザ店[3]が開店。
- 2015年 - 4月、シンガポール4号店（Tampines 1）[4]が開店。
- 2016年 - 6月、シンガポール5号店（Bugis Junction）が開店。
- 2019年 - 2月、キラリトギンザ店が東急プラザ銀座店[5]へ移転。
- 2020年 - 2月、シンガポール6号店（Wisma）が開店。

## 店舗
現在確認されている店舗は以下の通り：
- イオンモール柏店
- 東急プラザ銀座店